# James Ludovic Lindsay
Pour les articles homonymes, voir James Lindsay (homonymie) et Lindsay.
James Ludovic Lindsay est un astronome amateur et un philatéliste britannique, né le 28 juillet 1847 à Saint-Germain-en-Laye et mort le 31 janvier 1913 à Londres.
En astronomie, par une donation bibliophile d'importance, il a contribué au renouveau de l'Observatoire royal d'Édimbourg à la fin du XIXe siècle.
En philatélie, il a amassé une immense bibliothèque spécialisée, léguée au British Museum et conservée par la British Library, et est considéré comme l'un des premiers à avoir inclus des maquettes, essais et épreuves d'imprimerie dans sa collection.

## Carrière politique
Seul fils du 25e comte de Crawford (1812-1880), James Ludovic Lindsay représente Wigan, dans le Lancashire, à la Chambre des communes de 1874 à 1880, puis il siège à la Chambre des lords où il succède à son père sous le titre de Lord Wigan.

## Astronome et bibliophile
James Ludovic Lindsay, est passionné d'astronomie : en 1870, il séjourne à Cadix pour observer une éclipse de soleil et en 1874, va jusqu'à l'île Maurice pour un transit de Vénus devant le Soleil.
En 1872, James Ludovic Lindsay, installe un télescope sur le domaine familial de Dunecht House, dans l'Aberdeenshire, qu'il fait diriger par David Gill. Dans le même temps, il complète la Bibliotheca Lindesiana de son père par de nombreux ouvrages d'astronomie. Le catalogue des 11 000 ouvrages est établi par le successeur de Gill à Dunecht, Ralph Copeland, et publié en 1890.
La réussite de son observatoire et la richesse de sa bibliothèque sont reconnues par la communauté scientifique britannique : il est élu président de la Royal Astronomical Society en 1878 et 1879, fellow de la Royal Society en 1878, docteur honoris causa (LL.D.) de l'université d'Édimbourg en 1882 et membre d'honneur associé de l'Académie royale des sciences de Prusse en 1883. De 1886 à 1889, il est Président de la Lancashire and Cheshire Antiquarian Society.
En 1888, il fait don de ses télescopes, instruments et de sa bibliothèque d'astronomie à l'Écosse, à la fois pour améliorer l'observatoire, et pour préserver la fonction d'astronome royal d'Écosse. C'est un succès, et Ralph Copeland, qui a dirigé l'observatoire de Dunecht depuis 1876, est nommé astronome royal d'Écosse en 1889, tandis que le nouvel Observatoire royal d'Édimbourg ouvre dans ses nouveaux bâtiments de Blackford Hill, inauguré par Lord Crawford en 1896.

## Philatéliste
Lindsay commence à collectionner les timbres-poste et à amasser une importante bibliothèque sur ce thème vers la fin des années 1890. Ses collections des États-Unis et du Royaume-Uni comprennent des timbres, mais également des maquettes, des épreuves et essais d'impression de timbres. Il a ainsi possédé un ensemble inédit d'épreuves en feuilles entières des timbres des États-Unis émis entre 1857 et 1893. Il est l'un des premiers à intégrer ces pièces dans ses écrits et ses expositions. Il rassemble également des collections importantes concernant les colonies britanniques, l'Égypte et les États italiens.
Membre de la Philatelic Society, London (devenue « royale » en 1906) en 1900, il en est rapidement vice-président en 1902. Succédant au roi George V, il devient président de la société en 1910 et le reste jusqu'à son décès en 1913. 
Lors de l'Exposition internationale de philatélie qui se tient à Londres en 1906, il reçoit la plus haute récompense pour sa collection consacrée à la Grande-Bretagne. 
En 1907, Lord Crawford fonde la Philatelic Literature Society pour rassembler les principaux bibliophiles-philatélistes. Héritier de la Bibliotheca Lindesiana commencée par son père dans le domaine de la littérature, de la musique et des sciences, il la complète par des achats de bibliothèques philatéliques entières : il intègre ainsi celle qu'a léguée John Kerr Tiffany (en), le premier président de l'American Philatelic Society. En 1911, Edward Denny Bacon est engagé pour en établir le catalogue, un livre qui reste encore aujourd'hui une référence pour la littératures spécialisée des années 1860 à 1910,. 
À sa mort, il a rassemblé la plus grande collection de littérature consacrée à la philatélie de son temps. Il lègue sa bibliothèque au British Museum ; elle est conservée par la British Library,. Il avait par ailleurs déjà vendu de son vivant une grande partie de sa collection de timbres, sauf une centaine d'albums de timbres du Royaume-Uni et des États-Unis. 

### Hommages philatéliques
En 1914, la RPSL institue, en sa mémoire, la médaille Crawford pour distinguer les auteurs des contributions à la philatélie les plus importantes et originales ayant été publiées.
En 1921, il est inclus dans le Roll of Distinguished Philatelists comme l'un des « pères de la philatélie ».
En 1941, il fait partie des quinze premiers noms inscrits au Hall of Fame de l'American Philatelic Society, qui rend hommage aux philatélistes décédés les plus exceptionnels.